# Ligne de Serquigny à Oissel
La ligne de Serquigny à Oissel est une ligne transversale du Réseau ferré national longue de 57,417 km. Elle dessert notamment les villes de Serquigny (Eure), Elbeuf (Seine-Maritime) et Oissel-sur-Seine (Seine-Maritime), principaux nœuds ferroviaires du parcours.
Elle constitue la ligne no 372 000 du réseau ferré national.

## Histoire

### Origine
La loi no 4251 du 8 juillet 1852, relative au chemin de fer de Paris à Cherbourg, inclut dans son premier article l'établissement de deux embranchements dont l'un de « Serquigny sur Rouen ». L'article six précise que cet embranchement, classé par l'article premier, donnera lieu à une concession ultérieurement et que son tracé sera déterminé par une prochaine loi. L'État accepte la somme de trois millions de francs, offerte par les communes intéressées par son établissement, en la réservant pour l'exécution de cette nouvelle ligne.
Le décret du 7 avril 1855, autorisant la société anonyme dénommée Compagnie des chemins de fer de l'Ouest (issue de la fusion de plusieurs compagnies), inclut dans son paragraphe « Titre II - De La concession » une nouvelle ligne dénommée « embranchement de Serquigny à Rouen ». Le cahier des charges annexé précise que « l'embranchement de Serquigny à Rouen se détachera de la ligne de Paris à Caen et se raccordera au chemin de fer de Paris à Rouen, suivant la direction qui sera déterminée par un décret rendu en Conseil d'État ». Il est également prévu que la station de Serquigny sera commune avec celle de la ligne de Paris à Caen.
Le décret impérial du 13 avril 1859, s'appuyant notamment sur les procès-verbaux du 27 août et 15 septembre 1853 de l'enquête ouverte sur les projets comparatifs des différents tracés possibles, décide dans son article premier que « l'embranchement de Serquigny à Rouen passera par ou près Brionne, Glos-sur-Rille, Bourgtheroulde et Elbeuf, et se raccordera, à ou près Tourville, au chemin de fer de Paris à Rouen ». Des négociations ont notamment eu lieu sur la desserte d'Elbeuf : la commune voulait une gare près de son centre-ville, sur la rive gauche de la Seine alors que la Compagnie considérait que la topographie rendait un tel tracé extrêmement coûteux car difficile à exécuter. L'administration de l'État accepte l'avis de la Compagnie pour une station située sur la rive droite, tout en exigeant la construction d'un pont sur la Seine pour relier la ville et la station.
Elle est mise en service en 1865. Comportant à l'origine une voie unique, celle-ci se voit mise à double voie dès 1881 en raison de son rôle majeur. Cette transversale joue en effet le rôle d'interface entre les départements de la Normandie, tant pour les voyageurs que les marchandises.

## Caractéristiques

### Tracé et profil

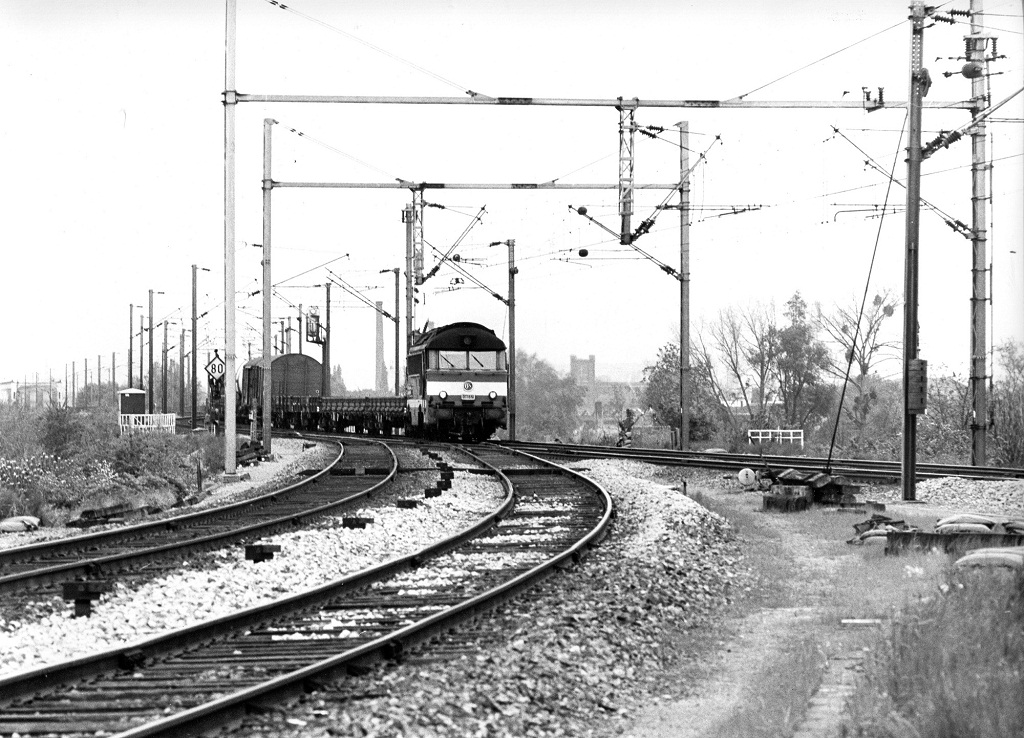
Bifurcation d'Oissel : train de fret se dirigeant vers Serquigny en 1978.

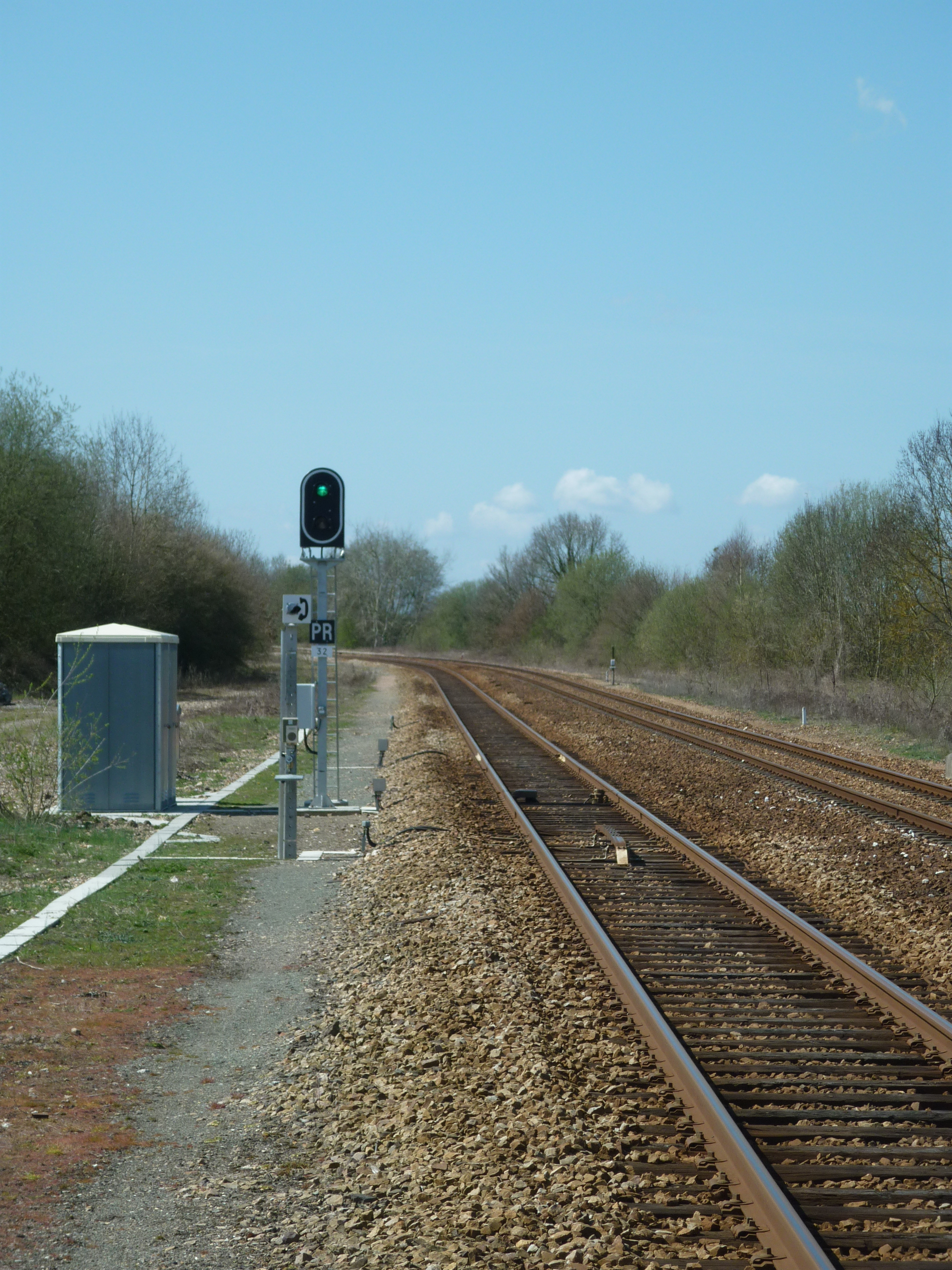
Signal de cantonnement de régime BAPR en gare de Bourgtheroulde - Thuit-Hébert.

La ligne se détache de la ligne de Paris-Saint-Lazare au Havre à hauteur de Oissel, passe la halte de Tourville et se dirige à l'ouest vers Saint-Aubin-lès-Elbeuf. Après avoir franchi la Seine, elle pénètre dans la forêt de la Londe et par une rampe de huit pour mille, se hisse sur le plateau du Roumois, traversant successivement les haltes d'Orival (fermée), Forêt-de-la-Londe (fermée), de Bourgtheroulde - Thuit-Hébert (ouverte), Saint-Léger - Boissey (fermée). Elle redescend ensuite vers la vallée de la Risle pour atteindre la gare de Glos - Montfort et l'intersection avec la ligne d'Évreux à Honfleur. Après passage dans les haltes de Pont-Authou (fermée), Brionne (ouverte) et de La Rivière-Thibouville (fermée), son parcours se termine à Serquigny par un raccordement triangulaire avec la radiale Paris – Cherbourg , à double voie vers Cherbourg, à voie unique vers Paris.
La ligne bénéficie d'un profil assez favorable excepté la longue rampe en forêt de la Londe entre Orival et Bourgtheroulde.

### Équipement
La ligne entièrement à double voie, est à l'origine équipée du block manuel. Depuis le début de l'année 2010, elle est progressivement équipée du block automatique à permissivité restreinte. Ces travaux permettent d'automatiser entièrement la gestion des circulations en ligne. 
La ligne est parcourue en grande partie par des autorails et locomotives à traction thermique.
Depuis le 20 février 2015, les 9 derniers kilomètres de la gare d'Elbeuf - Saint-Aubin à la bifurcation de Tourville sont électrifiés en 25kV 50Hz caténaire permettant aux TER, notamment des relations Yvetot – Elbeuf, d'être assurés en traction électrique. En 2023, la couverture GSM-R est déployée sur l'axe Oissel - Elbeuf-Saint-Aubin avec l'installation d'un pylône en gare de Saint-Aubin-lès-Elbeuf et l'aménagement du tunnel d'Orival en mode répéteur. La mise en exploitation a été prononcé le 28 juin 2024.

### Ouvrages d'art
La ligne possède quelques ouvrages d'art, parmi lesquels le viaduc d'Orival (285 m) qui franchit la Seine et quatre tunnels dont celui de Montfort, le plus long avec 814 m.

## Exploitation
La ligne voit passer quotidiennement des trains de voyageurs (lignes TER Rouen – Caen et Yvetot – Elbeuf) ainsi que des trains de fret.

## Galerie de photographies

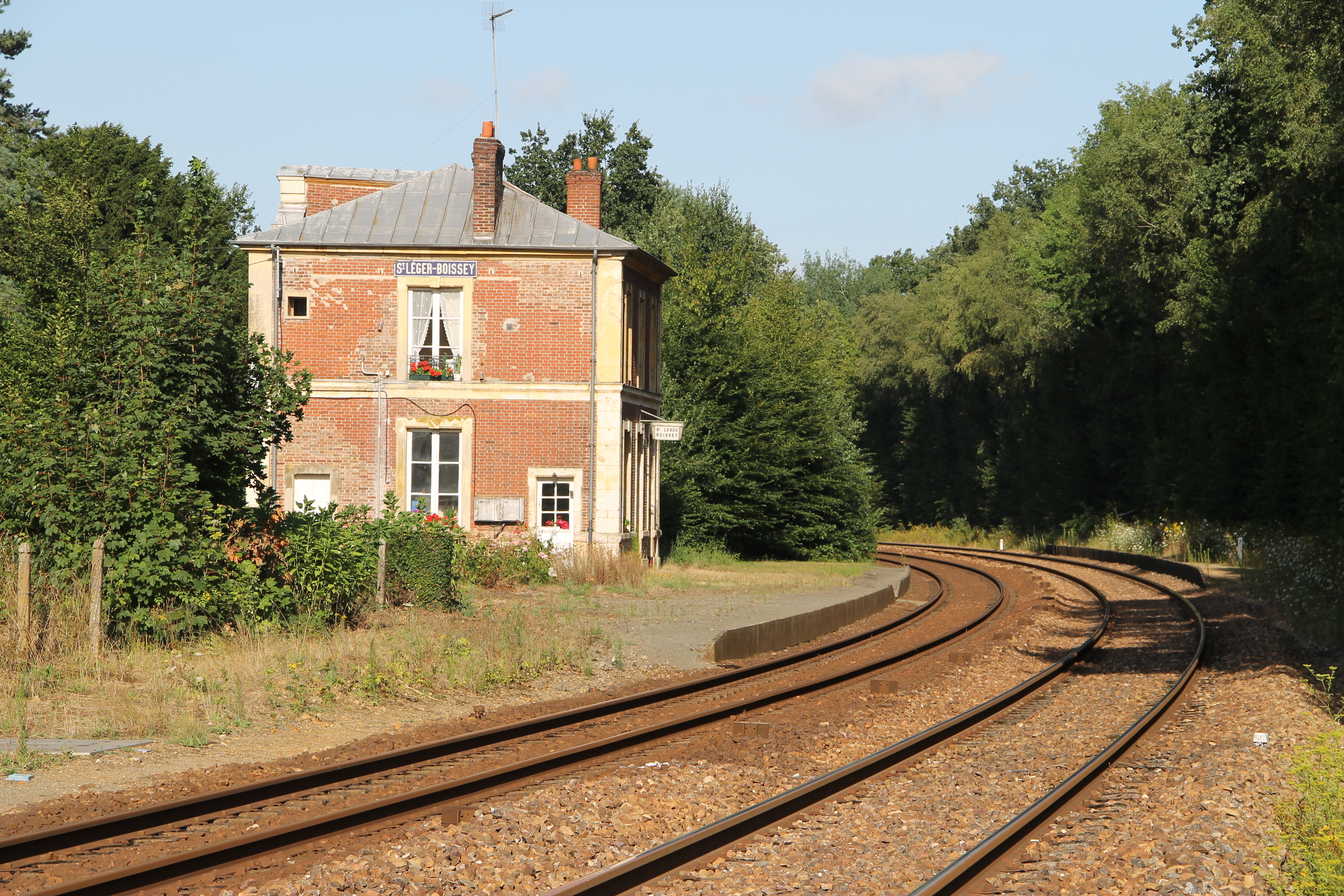
Gare fermée de Saint-Léger - Boissey.
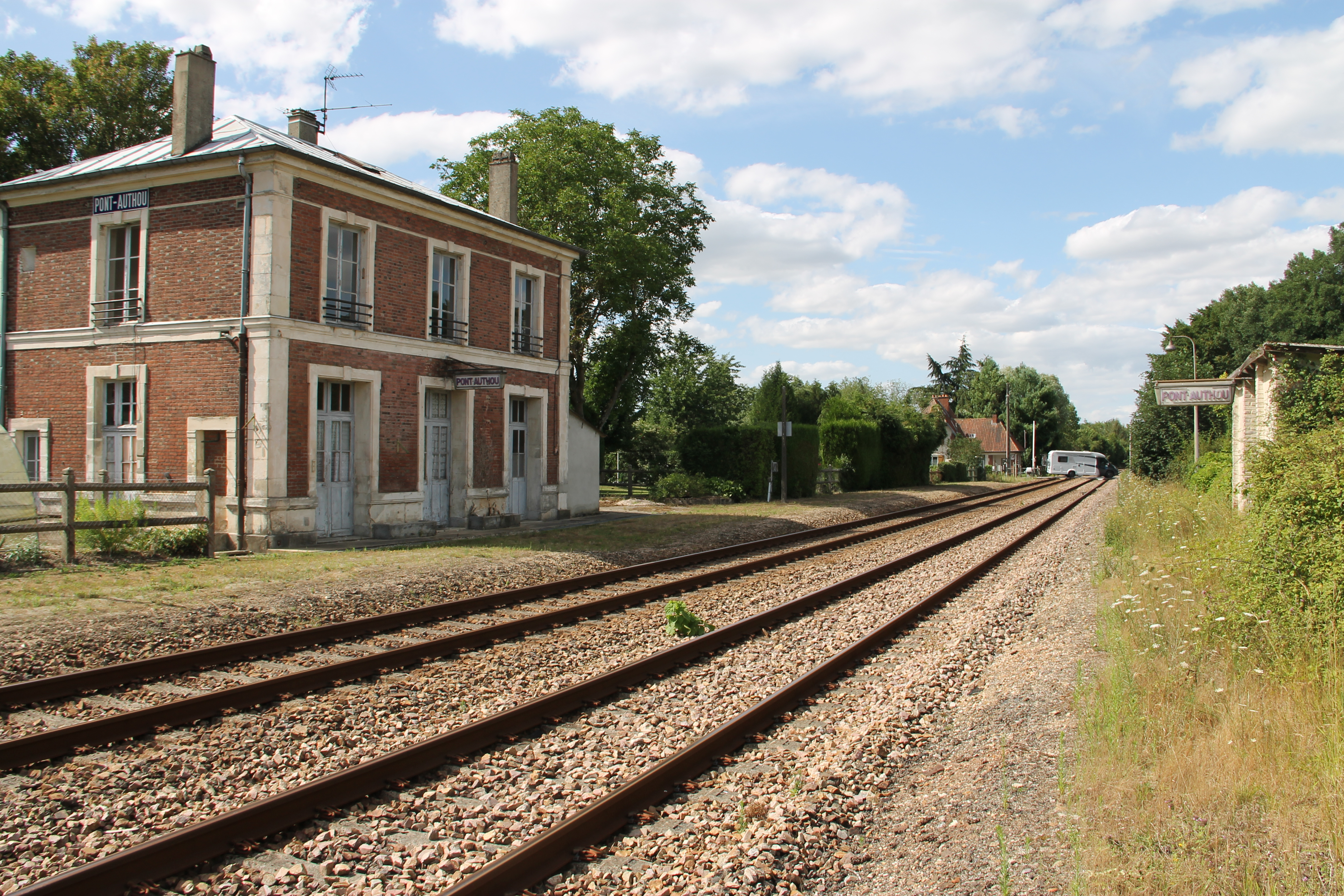
Ancienne halte de Pont-Authou.
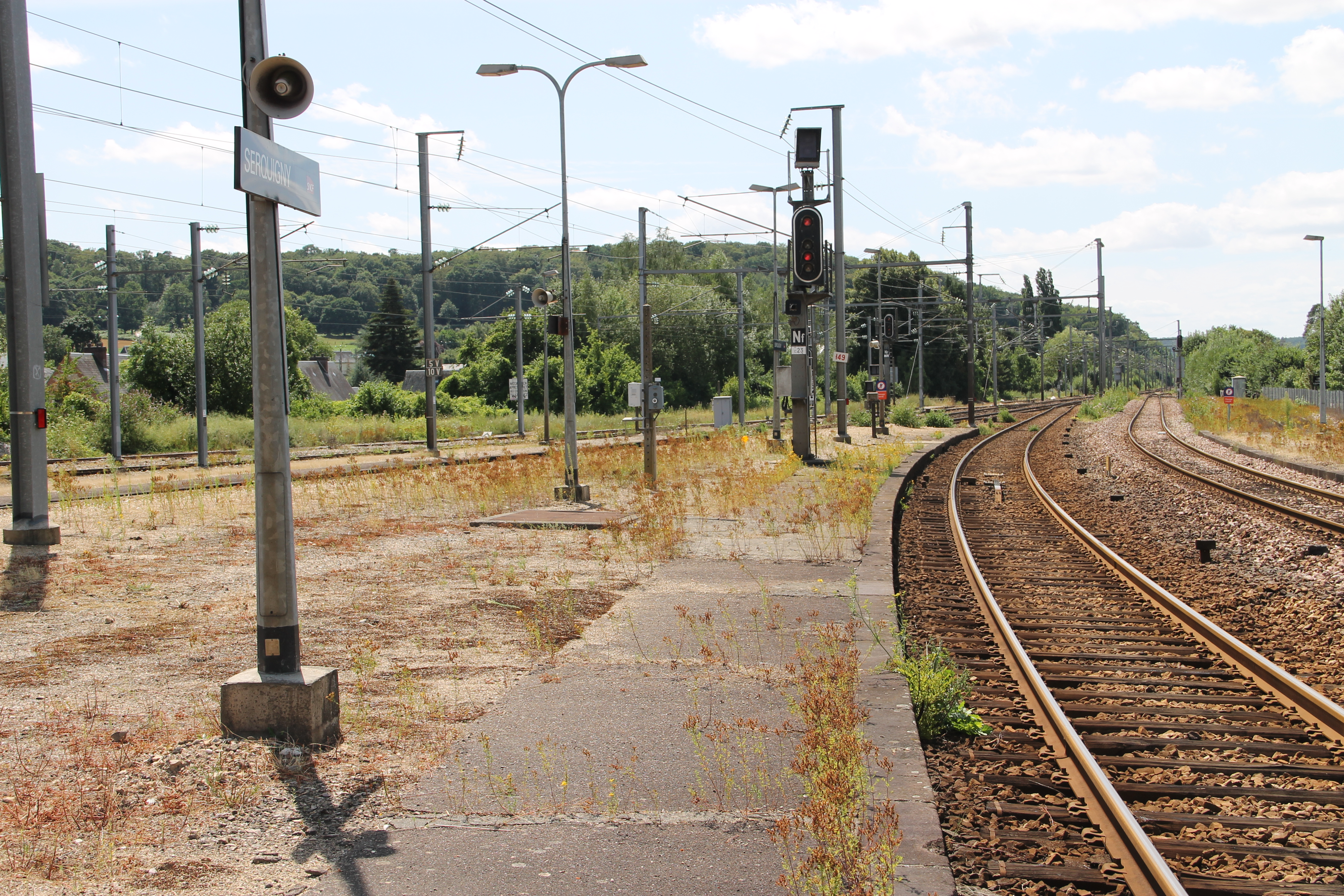
Serquigny, embranchement des voies venant de Rouen (à droite) et Paris vers Caen.
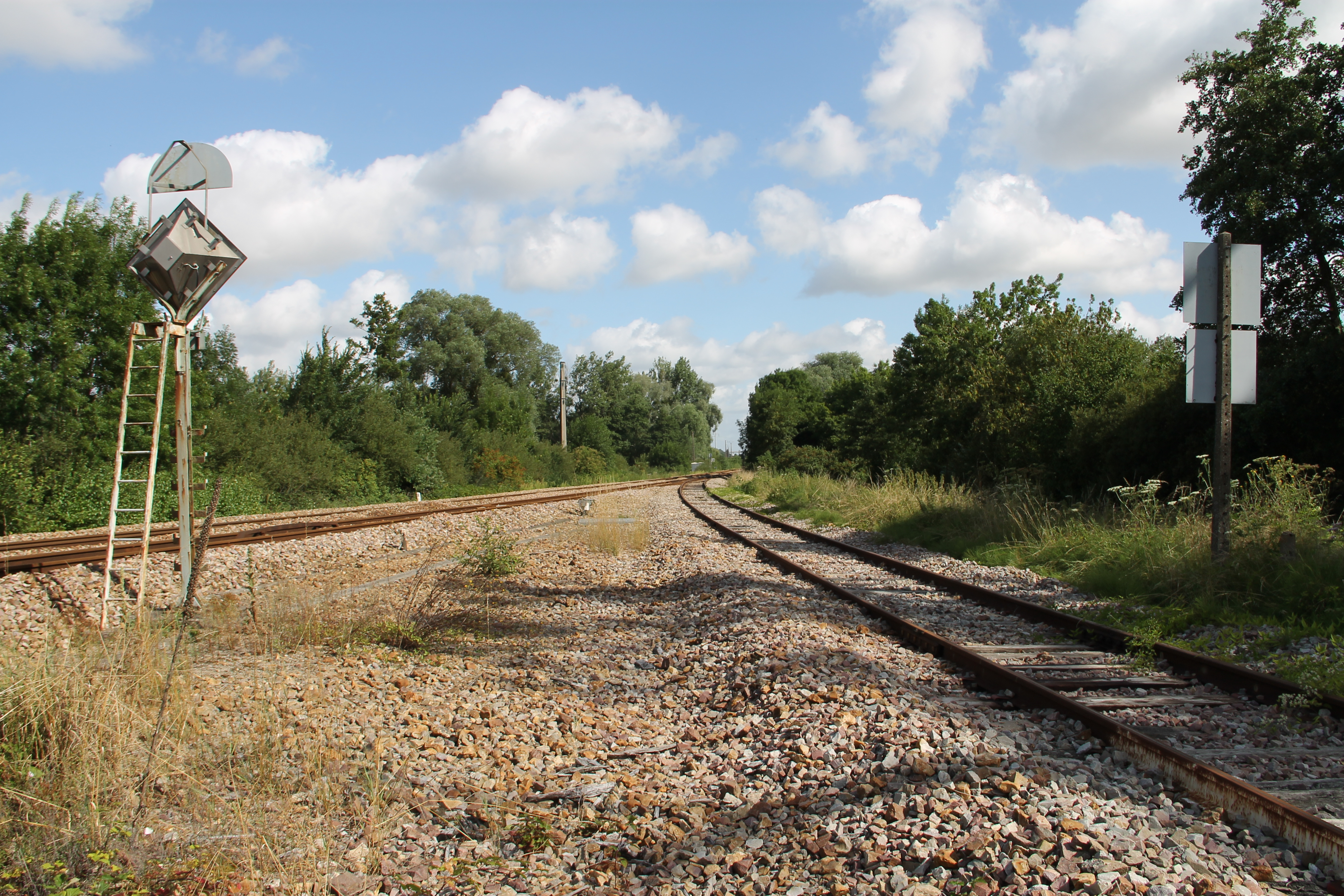
Serquigny, raccordement direct Paris – Rouen.